# Вознесенск (аэродром)
Вознесенск —  военный аэродром, расположенный недалеко от одноименного города Вознесенск в Николаевской области, Украина

## История
На аэродроме в первые дни войны формировался 298-й истребительный авиационный полк 45-й смешанной авиационной дивизии ВВС Одесского военного округа.
В период с мая 1947 года по август 1956 года на аэродроме базировались полки 5-й гвардейской штурмовой авиационной Запорожской Краснознамённой ордена Суворова дивизии на самолетах Ил-10:
- 93-й гвардейский штурмовой авиационный Рава-Русский ордена Богдана Хмельницкого полк (20.02.1949 г. переименован в 680-й гв. шап)
- 94-й гвардейский штурмовой авиационный Владимир-Волынский ордена Богдана Хмельницкого полк (20.02.1949 г. переименован в 739-й гв. шап)
- 95-й гвардейский штурмовой авиационный Рава-Русский Краснознаменный полк (до 01.01.1948 г.)
- 131-й гвардейский штурмовой авиационный Будапештский ордена Суворова полк (с 01.01.1948 г., 20.02.1949 г. переименован в 816-й гв. шап).

В период с 06 февраля 1959 года по 1992 год на аэродроме базировался 642-й гвардейский Братиславский Краснознаменный авиационный полк истребителей-бомбардировщиков на самолетах МиГ-15, МиГ-17, Су-7Б, МиГ-23Б (БМ), МиГ-27 (М, Д), и МиГ-29.
В августе 1989 года на аэродром был перебазирован 5-й гвардейский Берлинский Краснознамённый ордена Богдана Хмельницкого истребительный авиационный полк, который был расформирован, личный состав полка передан в 642-й гвардейский Братиславский Краснознаменный истребительный авиационный полк.
После распада СССР на аэродроме базировался 642-й гвардейский Братиславский Краснознаменный истребительный авиационный полк, перешедший под юрисдикцию ВВС Украины. В 2003 году полк расформирован.
Во время проведения учений "Перспектива-2012" 2 самолета Су-27УБ из 831-й бригады тактической авиации осуществили перебазирование на аэродром Вознесенск с авиабазы Миргород. 
В период с 22 по 27 апреля 2013 года, во время проведения учений “Млечный путь”, на аэродроме Вознесенск было принято на обеспечение авиационное подразделение самолетов МиГ-29. После перебазирования самолетов было организовано боевое дежурство по противовоздушной обороне. Для обеспечения работы наземной поисково–спасательной группы принят на обеспечение вертолет Ми-8. С целью контроля проведения учений, обеспечена посадка самолета Ан-26 и перелет на вертолете Ми-8, группы офицеров во главе с Начальником Генерального штаба – Главнокомандующим Вооруженных Сил Украины, во время которого проведен осмотр дежурных сил на аэродроме Вознесенск.
В июле 2014 года в СМИ появилась информация о начале восстановления Воздушными силами ВС Украины трех бывших аэродромов, среди которых и Вознесенский аэродром.
С 10 по 14 июля 2018 года на авиабазе Вознесенск проходили боевые испытания вертолета типа Ми-8МСБ-В с оптико-электронным модулем для обнаружения цели и наведения ракеты (ПМ-ЛКТ) разработки ГП НПК «Фотоприбор» во время стрельб управляемой ракетой РК-2В противотанкового ракетного комплекса «Барьер-В» разработки и производства КБ «Луч»
В середине сентября 2018 года были проведены летно-методические сборы бригад тактической авиации на базе аэродромов Кульбакино и Вознесенск, в ходе которых были выполнены пуски управляемых ракет “воздух-воздух " по световым авиабомбам САБ-500, а также бомбометание.

## Происшествия
- 1 февраля 1979 года при перегоне на ремзавод четырёх Су-7Б из состава Ейского ВВАУЛ после взлета с промежуточного аэродрома Вознесенск в сложных метеоусловиях (облачность 10 баллов, высота нижней кромки облаков 300 м, верхней 5200 м, видимость 3 км) на высоте 900 м ведомый летчик второй пары капитан А. Н. Шкарбатов после входа в облака потерял пространственную ориентировку. Пытаясь самостоятельно справиться с ситуацией, он не доложил ведущему, растерялся и погиб вместе с самолётом, врезавшись в землю недалеко от аэродрома вылета.